# ميغيل رويز (مجدف)
ميغيل رويز (بالإسبانية: Miguel Ruiz)‏ هو مجدف مكسيكي، ولد في 22 أبريل 1953.

## وصلات خارجية
- ميغيل رويز على موقع الاتحاد الدولي للتجديف (الإنجليزية)
- ميغيل رويز على موقع اللجنة الأولمبية الدولية (الإنجليزية)
- ميغيل رويز على موقع أوليمبيديا (الإنجليزية)